# Upsilon Carinae
Upsilon Carinae is een dubbelster in het sterrenbeeld Kiel. Het systeem bestaat uit twee sterren, Upsilon Carinae A en Upsilon Carinae B, waarvan Upsilon Carinae A een superreus is en Upsilon Carinae B een reuzenster.